# Rafał Bochenek
Rafał Paweł Bochenek (ur. 14 sierpnia 1986 w Krakowie) – polski polityk, samorządowiec i prezenter pogody, z wykształcenia prawnik. W latach 2016–2017 rzecznik prasowy rządów Beaty Szydło i Mateusza Morawieckiego, w latach 2017–2018 podsekretarz stanu w Kancelarii Prezesa Rady Ministrów, w latach 2018–2019 przewodniczący sejmiku małopolskiego, poseł na Sejm IX i X kadencji (od 2019).

## Życiorys
Syn Roberta i Danuty, pochodzi z miejscowości Strumiany. Ukończył studia prawnicze na Wydziale Prawa i Administracji Uniwersytetu Jagiellońskiego. Rozpoczął następnie odbywanie aplikacji notarialnej. Przez dwa lata pracował w TVP3 Kraków jako prezenter prognozy pogody, zajmował się także konferansjerką.
W 2006 kandydował z listy Prawa i Sprawiedliwości do rady miejskiej Wieliczki. Mandat radnego objął w trakcie kadencji w 2008. W wyborach w 2010 został wybrany na kolejną kadencję z ramienia związanego z PiS komitetu lokalnego). W 2014 jako bezpartyjny kandydat z listy PiS uzyskał natomiast mandat radnego powiatu wielickiego, objął następnie funkcję wiceprzewodniczącego rady powiatu.
W 2015 brał udział w kampanii prezydenckiej Andrzeja Dudy, prowadząc jego konwencje i wieczory wyborcze. 8 stycznia 2016 został powołany na rzecznika prasowego rządu Beaty Szydło, zastępując Elżbietę Witek. W tym samym miesiącu został doradcą w gabinecie politycznym prezesa Rady Ministrów. W październiku 2016, po krytycznej publikacji „Gazety Wyborczej” o pobieraniu diet i nieuczestniczeniu w sesjach rady powiatu wielickiego, komisarz wyborczy wygasił na jego wniosek mandat radnego. 14 czerwca 2017 został powołany na stanowisko podsekretarza stanu w Kancelarii Prezesa Rady Ministrów, w związku z czym przestał być doradcą w gabinecie politycznym prezesa Rady Ministrów. 18 grudnia 2017 został odwołany z funkcji rzecznika prasowego rządu, pozostał podsekretarzem stanu w KPRM. Później został też wiceprzewodniczącym Komitetu Społecznego Rady Ministrów. W marcu 2018 premier Mateusz Morawiecki przyjął jego dymisję z funkcji podsekretarza stanu. W tym samym miesiącu został pełnomocnikiem ministra środowiska ds. organizacji sesji międzynarodowych negocjacji klimatycznych COP24, funkcję tę pełnił do końca lutego 2019. W 2018 wszedł w skład zarządu Fundacji Kolegium Europy.
W wyborach samorządowych w 2018 z listy PiS uzyskał mandat radnego sejmiku małopolskiego VI kadencji. 19 listopada tego samego roku został wybrany na przewodniczącego tego gremium. W marcu 2019 został dyrektorem w Polskim Górnictwie Naftowym i Gazownictwie. W wyborach w tym samym roku kandydował z 1. miejsca listy PiS w okręgu nr 12. Uzyskał mandat posła IX kadencji, otrzymując 46 816 głosów (skutkowało to wygaśnięciem jego mandatu radnego). W listopadzie 2022 został rzecznikiem prasowym Prawa i Sprawiedliwości. W wyborach w 2023 z powodzeniem ubiegał się o poselską reelekcję, ponownie będąc liderem listy okręgowej swojego ugrupowania; otrzymał wówczas 42 142 głosy. Został przewodniczącym Komisji do Spraw Petycji i członkiem Komisji do Spraw Unii Europejskiej.

## Wyniki w wyborach ogólnopolskich
| Wybory | Komitet wyborczy | Komitet wyborczy       | Organ            | Okręg | Wynik           |
| ------ | ---------------- | ---------------------- | ---------------- | ----- | --------------- |
| 2019   |                  | Prawo i Sprawiedliwość | Sejm IX kadencji | nr 12 | 46 816 (14,81%) |
| 2023   | Sejm X kadencji  | Prawo i Sprawiedliwość | 42 142 (11,56%)  | nr 12 |                 |